# Hoher Weg 28 (Augsburg)

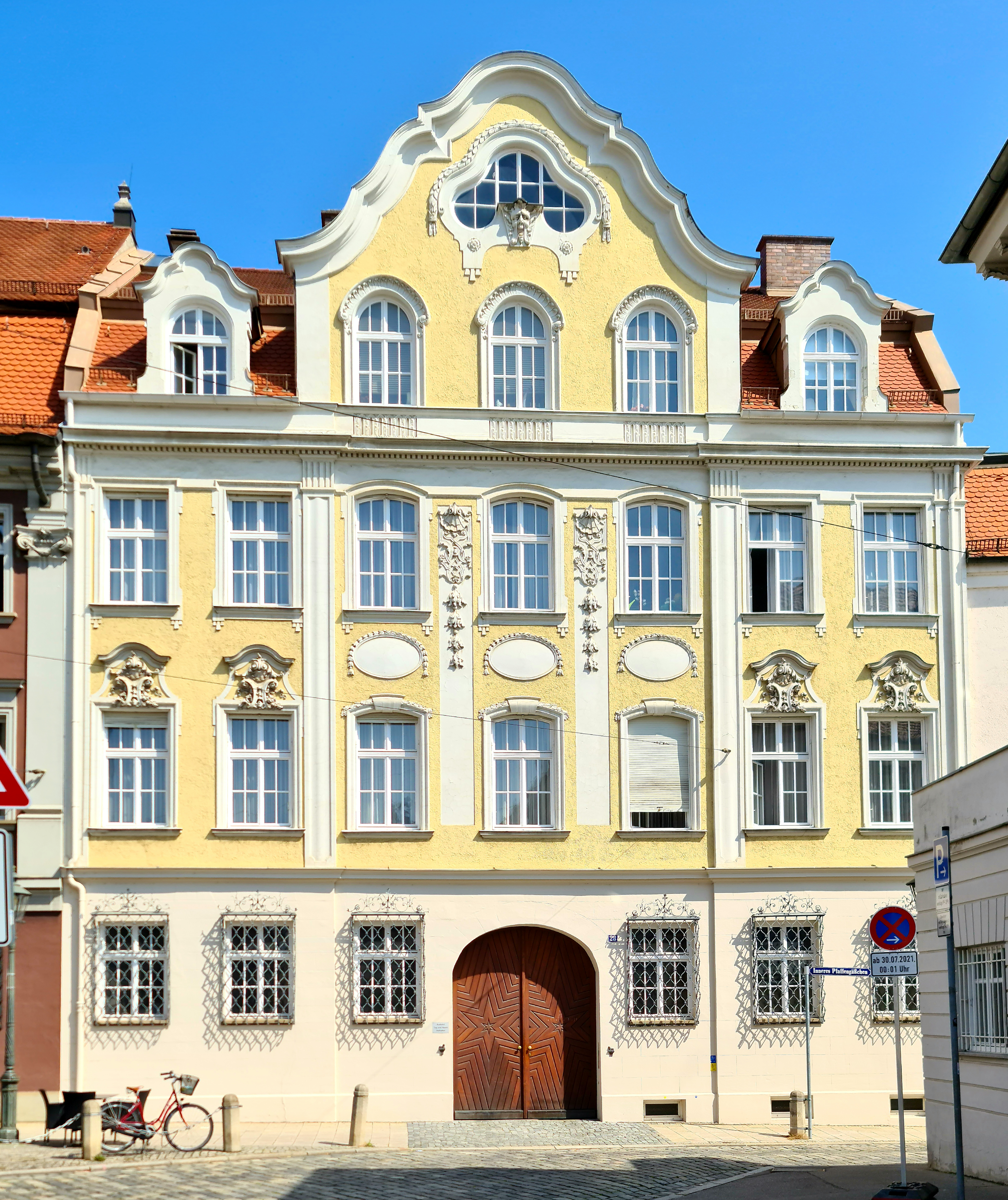
Hoher Weg 28 in Augsburg

Das aus dem 16./17. Jahrhundert stammende Anwesen Hoher Weg 28, nach der Eigentümerfamilie auch Grotz-Haus genannt, in Augsburgs Altstadt, unmittelbar neben dem Hochchor des Doms gelegen, wurde im Jahr 1900 überarbeitet und mit einer Neurokokofassade versehen. Es ist als Baudenkmal in der Bayerischen Denkmalliste eingetragen.

## Geschichte
Das denkmalgeschützte Gebäude entstand nach Besitzeraufzeichnungen im 16. Jahrhundert. Georg Westermair und Matthias Neidhart waren die ersten Bewohner des Hauses. Danach wechselte das Baudenkmal in den Besitz der Familien Rehlinger und Schellenberger, letztere stellten von 1623 bis 1628 einen Bürgermeister. Anschließend wurde das Gebäude zum Domherrenhof des Freiherren von Baader. Infolge der Säkularisation des Hochstifts Augsburg gelangte es in den Besitz des königlichen Advokaten Josef Wittmann. Nach mehreren Eigentümerwechseln, unter anderem zum königlichen Rittmeister Graf Maximilian von Waldburg-Hohenems, kaufte im Jahr 1899 Rudolf Grotz sen. das Haus und ließ es, um es an das westliche Nachbarhaus Hoher Weg 30 anzupassen, um ein Stockwerk erhöhen. Anschließend bekam das Baudenkmal eine Neorokokofassade vorgesetzt. Infolge der Bombardierungen Augsburgs zu Ende des Zweiten Weltkriegs erlitt das Haus größere Schäden, wobei das äußere Erscheinungsbild erhalten blieb. In den Jahren 1950/51 ließen Emil Grotz und sein Sohn Rudolf das Gebäude wieder instand setzen. Nach 2000 wurde es renoviert.

## Beschreibung
Das dreigeschossige kleine Palais besitzt sieben Fensterachsen und reichen Fassadenstuck an den Obergeschossen und am geschweiften Zwerchgiebel. Das Erdgeschoss, die Fassadengliederungen und der Fassadenstuck sowie die ebenfalls geschweiften Dachgauben sind weiß gehalten. Die Grundfarbe der Obergeschosse und des Zwerchgiebels ist Gelb. Das obere Fenster des Giebels ist mehrfach gewölbt. Die mittige korbbogige Toreinfahrt führt in einen kleinen Innenhof mit anschließendem Garten.